# Ghimpați (okręg Aluta)
Ghimpați – wieś w Rumunii, w okręgu Aluta, w gminie Fărcașele. W 2011 roku liczyła 1265 mieszkańców.